# Bert Steines
Peter Berthold « Bert » Steines (né le 30 décembre 1929 à Pfalzel et mort le 21 septembre 1998 à Alten-Buseck) est un athlète allemand, spécialiste du 110 m haies. 

## Biographie
Il remporte la médaille de bronze du 110 m haies lors des championnats d'Europe d'athlétisme de 1954, à Berne.
Il participe aux Jeux olympiques de 1956 à Melbourne où il atteint les demi-finales du 110 m haies.

### Palmarès
| Date | Compétition           | Lieu  | Résultat | Épreuve     | Performance |
| ---- | --------------------- | ----- | -------- | ----------- | ----------- |
| 1954 | Championnats d'Europe | Berne | 3e       | 110 m haies | 14 s 7      |

### Records
| Épreuve     | Performance | Lieu      | Date             |
| ----------- | ----------- | --------- | ---------------- |
| 110 m haies | 14 s 3      | Melbourne | 27 novembre 1956 |